# 藤原長岡
藤原 長岡（ふじわら の ながおか）は、平安時代初期の貴族。藤原北家、右大臣・藤原内麻呂の六男。官位は従四位上・大和守。
　

## 経歴
大同2年（807年）陸奥大掾、同年9月に左兵衛少尉に転じるが、任期の5年間で歩射・騎射の両方の節会に付き従い、作法を間違える事がなかったという。弘仁2年（812年）出羽介に任ぜられるが遥任として京に留まり、続いて駿河介と国司の次官を歴任。弘仁10年（819年）従五位下に叙爵し、のち播磨介・播磨守を務めるなど、嵯峨朝では主に地方官を務めた。
淳和朝に入ると、天長元年（824年）山城守を経て、天長5年（828年）従五位上に叙任される。淳和朝後半は治部大輔・宮内大輔・木工頭・右衛門佐と京官を歴任した。
仁明朝初頭の承和元年（834年）右馬頭に遷るが、承和2年（835年）正月に正五位下、9月に従四位下と続けて昇叙される。またこの頃越前守に任ぜられる。
承和10年（843年）山城守に任ぜられるも病であるとして出仕しなかったところ、同年7月大和守に任ぜられ、任官を固辞するも今度は許されず官職に就く。承和13年（846年）従四位上。大和守の任期終了後は大和国宇智郡の山家に隠居し、嘉祥2年（849年）2月6日卒去。享年64。最終官位は散位従四位上。

## 人物
武芸に長じた一方、在任した各官職において清廉かつ有能であると評された。

## 官歴
『六国史』による。
- 大同2年（807年） 日付不詳：陸奥大掾。9月：左兵衛少尉
- 弘仁2年（812年） 日付不詳：出羽介（遙任）。
- 時期不詳：駿河介
- 時期不詳：正六位上
- 弘仁10年（819年） 正月7日：従五位下
- 時期不詳：播磨介。播磨守
- 天長元年（824年） 日付不詳：山城守
- 天長5年（828年） 正月7日：従五位上
- 時期不詳：治部大輔。宮内大輔。木工頭
- 天長8年（831年） 正月：但馬権守
- 時期不詳：兼右衛門佐
- 承和元年（834年） 3月21日：兼右馬頭、但馬守如元
- 承和2年（835年） 正月7日：正五位下。9月4日：従四位下
- 時期不詳：越前守
- 承和10年（843年） 3月2日：山城守。7月：大和守。11月16日：山城校田使次官
- 承和13年（846年） 正月7日：従四位上
- 嘉祥2年（849年） 2月6日：卒去（散位従四位上）

## 系譜
『尊卑分脈』による。
- 父：藤原内麻呂
- 母：坂上登子 - 坂上苅田麻呂の次女
- 生母不明
  - 男子：藤原朝善
  - 男子：藤原北雄
  - 男子：藤原忠雄
  - 男子：藤原南雄
  - 男子：藤原奉公
  - 男子：藤原統仁
  - 男子：藤原統方
  - 男子：藤原発生
  - 女子：藤原潔子 - 淳和天皇更衣[2]
  - 女子：藤原清瀬室